# Antoon Herckenrath
Antoon Herckenrath (Antwerpen, 20 februari 1907 - aldaar, 1977) was een Belgisch graficus.
Hij was leerling aan de Academie van Antwerpen en specialiseerde zich in de xylografie of houtgravure, de graveerkunst en als illustrator.
Zijn stijl onderging de invloed van  Henri Van Straten.
Hij maakte reeksen gravures rond de thema's Heer Halewijn, De twee Conincskinderen en De vier Heemskinderen. Hij illustreerde tal van boeken en maakte heel wat ex-libris.
Hij illustreerde heel wat omslagen van de jeugdboekjes in de reeks "Vlaamse Filmkens" en maakte één stripverhaal, "In den greep van den octopus",  verschenen in het katholieke jeugdtijdschrift "Zonneland" (uitg. Averbode, 1951). Het fantastische scenario was van John Flanders.
Herckenrath was lid van het Plantin Genootschap. In 1977 werd een retrospectieve tentoonstelling gehouden in het Jakob Smitsmuseum in Mol. In de archieven van de V.R.T. berust beeldmateriaal: de opnamen voor "Ten Huize van", uitgezonden op 1 juli 1974.